# Partia Socjalistycznego Odrodzenia Arabskiego – Jemen
Partia Socjalistycznego Odrodzenia Arabskiego – Jemen (arab. ‏حزب البعث العربي الاشتراكي - قطر اليمن‎, Hizb Al-Bas Al-Arabi Al-Isztiraki – Kutr Al-Jaman) – jemeńska regionalna struktura Partii Baas – oddziału syryjskiego.
Idee baasizmu dotarły do Jemenu w latach pięćdziesiątych, regionalne struktury partii zostały założone w 1951, partia jednak była represjonowana i działa w podziemiu aż do roku 1990. Została oficjalnie zarejestrowana 31 grudnia 1995. W 1993 partia startując w koalicji z innym baasistowskim ugrupowaniem zdobyło 7 miejsc w parlamencie. W 1997 i 2003 roku partia zdobyła 2 miejsca. W wyborach prezydenckich w 1999 partia poparła Ali Abdullaha Saliha.
W listopadzie 2010 zmarł jeden z głównych przywódców partii w Jemenie, Ali Ahmad Nasser al-Dhahab (asystent sekretarza generalnego Przywództwa Regionalnego i parlamentarzysta od 1993 roku). 
W Jemenie istnieje ponadto druga, marginalna partia polityczna odwołująca się do koncepcji baasizmu, związana z irackim oddziałem Partii Baas Hizb Al-Bas Al-Arabi Al-Isztiraki Al-Kawmi - Kutr Al-Jaman.